# 《老无所依》获奖名单
《老无所依》是科恩兄弟编剧、导演、制片、剪辑的2007年美国新西部驚悚片，根据戈馬克·麥卡錫同名小说改编。故事发生在20世纪80年代的西德克萨斯，讲述平民获得大笔横财后遭遇追杀的故事。电影由喬許·布洛林、湯米·李·瓊斯、哈維爾·巴登领衔，伍迪·哈里森、凱莉·麥當勞、加瑞特·迪拉胡特、泰丝·哈珀、贝丝·格兰特饰演配角。
影片2007年5月19日在第60届戛纳电影节首映，入围金棕榈奖；在多倫多國際電影節放映同样反响热烈。米拉麥克斯影業与派拉蒙優勢影業安排本片11月9日起在美国28家电影院限量发行，21日起在美加两国860家院线上映，最终以2500万美元预算取得近1.72亿美元全球票房。评论汇总网站爛番茄共收集本片288篇评论，认可度达九成三。
《老无所依》获众多荣誉肯定，导演、编剧、巴登的演出尤得赞誉。电影入围第80屆奧斯卡金像獎八项大奖，与《黑金企業》并驾齐驱，而且笑到最后，夺得最佳影片、导演、男配角、原著改编四项大奖，这是奥斯卡历史上第二次两人分享最佳导演奖。影片获第65屆金球獎最佳编剧、电影男配角奖，另有两项入围。《老无所依》在第61届英国电影学院奖角逐入围九项，拿下最佳导演、男配角、最佳摄影。
美國製片人協會授予本片最佳院线电影奖，美国导演工会向科恩兄弟颁发最佳长片导演奖。电影主要演员获美國演員工會獎最佳电影群体演出，美国编剧工会把科恩兄弟创作的剧本选为最佳改编剧本。國家評論協會将本片评为年度最佳，美国电影学会把本片选入2007年十大佳片。

## 荣誉
| 机构                    | 颁奖日期       | 奖项                       | 提名                                                                                           | 结果 | 参考          |
| ----------------------- | -------------- | -------------------------- | ---------------------------------------------------------------------------------------------- | ---- | ------------- |
| 奥斯卡金像奖            | 2008年2月24日  | 最佳影片                   | 斯科特·魯丁、科恩兄弟                                                                          | 獲獎 | [ 22 ]        |
| 奥斯卡金像奖            | 2008年2月24日  | 最佳导演                   | 科恩兄弟                                                                                       | 獲獎 | [ 22 ]        |
| 奥斯卡金像奖            | 2008年2月24日  | 最佳男配角                 | 哈維爾·巴登                                                                                    | 獲獎 | [ 22 ]        |
| 奥斯卡金像奖            | 2008年2月24日  | 最佳原著改编               | 科恩兄弟                                                                                       | 獲獎 | [ 22 ]        |
| 奥斯卡金像奖            | 2008年2月24日  | 最佳摄影                   | 罗杰·狄金斯                                                                                    | 提名 | [ 22 ]        |
| 奥斯卡金像奖            | 2008年2月24日  | 最佳剪辑                   | 科恩兄弟                                                                                       | 提名 | [ 22 ]        |
| 奥斯卡金像奖            | 2008年2月24日  | 最佳音效剪辑               | 斯基普·列夫赛                                                                                  | 提名 | [ 22 ]        |
| 奥斯卡金像奖            | 2008年2月24日  | 最佳音效                   | 斯基普·列夫赛、克莱格·伯奇、格雷格·奥尔洛夫、彼得·库尔兰                                       | 提名 | [ 22 ]        |
| 美国电影剪辑工会        | 2008年2月18日  | 最佳剧情片剪辑             | 科恩兄弟                                                                                       | 提名 | [ 23 ]        |
| 美国电影摄影工会        | 2008年1月26日  | 最佳院线电影摄影           | 罗杰·狄金斯                                                                                    | 提名 | [ 24 ]        |
| 藝術指導工會            | 2008年2月18日  | 最佳艺术指导               | 杰西·冈作                                                                                      | 獲獎 | [ 25 ]        |
| 澳大利亚电影评论协会    | 2008年1月22日  | 最佳海外电影               | 《老无所依》                                                                                   | 獲獎 | [ 26 ]        |
| 波士頓影評人協會        | 2007年12月11日 | 最佳影片                   | 《老无所依》                                                                                   | 獲獎 | [ 27 ]        |
| 波士頓影評人協會        | 2007年12月11日 | 最佳男配角                 | 哈维尔·巴登                                                                                    | 獲獎 | [ 27 ]        |
| 英国电影学院奖          | 2008年2月10日  | 最佳摄影                   | 罗杰·狄金斯                                                                                    | 獲獎 | [ 28 ]        |
| 英国电影学院奖          | 2008年2月10日  | 最佳导演                   | 科恩兄弟                                                                                       | 獲獎 | [ 28 ]        |
| 英国电影学院奖          | 2008年2月10日  | 最佳男配角                 | 哈维尔·巴登                                                                                    | 獲獎 | [ 28 ]        |
| 英国电影学院奖          | 2008年2月10日  | 最佳剪辑                   | 科恩兄弟                                                                                       | 提名 | [ 28 ]        |
| 英国电影学院奖          | 2008年2月10日  | 最佳影片                   | 斯科特·鲁丁、科恩兄弟                                                                          | 提名 | [ 28 ]        |
| 英国电影学院奖          | 2008年2月10日  | 最佳改编剧本               | 科恩兄弟                                                                                       | 提名 | [ 28 ]        |
| 英国电影学院奖          | 2008年2月10日  | 最佳音效                   | 彼得·库尔兰、斯基普·列夫赛、克莱格·伯奇、格雷格·奥尔洛夫                                       | 提名 | [ 28 ]        |
| 英国电影学院奖          | 2008年2月10日  | 最佳男配角                 | 湯米·李·瓊斯                                                                                   | 提名 | [ 28 ]        |
| 英国电影学院奖          | 2008年2月10日  | 最佳女配角                 | 凱莉·麥當勞                                                                                    | 提名 | [ 28 ]        |
| 评论家选择电影奖        | 2008年1月7日   | 最佳导演                   | 科恩兄弟                                                                                       | 獲獎 | [ 29 ] [ 30 ] |
| 评论家选择电影奖        | 2008年1月7日   | 最佳影片                   | 《老无所依》                                                                                   | 獲獎 | [ 29 ] [ 30 ] |
| 评论家选择电影奖        | 2008年1月7日   | 最佳男配角                 | 哈维尔·巴登                                                                                    | 獲獎 | [ 29 ] [ 30 ] |
| 评论家选择电影奖        | 2008年1月7日   | 最佳群体演出               | 《老无所依》                                                                                   | 提名 | [ 29 ] [ 30 ] |
| 评论家选择电影奖        | 2008年1月7日   | 最佳编剧                   | 科恩兄弟                                                                                       | 提名 | [ 29 ] [ 30 ] |
| 戛纳电影节              | 2007年5月27日  | 金棕榈奖                   | 《老无所依》                                                                                   | 提名 | [ 31 ]        |
| 美国选角工会            | 2008年11月11日 | 最佳剧情片选角             | 埃伦·切诺维思、乔·埃德娜·博尔丁                                                                | 獲獎 | [ 32 ]        |
| 芝加哥影评人协会        | 2007年12月13日 | 最佳导演                   | 科恩兄弟                                                                                       | 獲獎 | [ 33 ]        |
| 芝加哥影评人协会        | 2007年12月13日 | 最佳影片                   | 《老无所依》                                                                                   | 獲獎 | [ 33 ]        |
| 芝加哥影评人协会        | 2007年12月13日 | 最佳改编剧本               | 科恩兄弟                                                                                       | 獲獎 | [ 33 ]        |
| 芝加哥影评人协会        | 2007年12月13日 | 最佳男配角                 | 哈维尔·巴登                                                                                    | 獲獎 | [ 33 ]        |
| 芝加哥影评人协会        | 2007年12月13日 | 最佳摄影                   | 罗杰·狄金斯                                                                                    | 提名 | [ 33 ]        |
| 电影音效工会            | 2008年2月16日  | 最佳电影音效               | 彼得·库尔兰、斯基普·列夫赛、克莱格·伯奇、格雷格·奥尔洛夫                                       | 獲獎 | [ 34 ]        |
| 达拉斯—沃斯堡影评人协会 | 2007年12月17日 | 最佳导演                   | 科恩兄弟                                                                                       | 獲獎 | [ 35 ]        |
| 达拉斯—沃斯堡影评人协会 | 2007年12月17日 | 最佳影片                   | 科恩兄弟                                                                                       | 獲獎 | [ 35 ]        |
| 达拉斯—沃斯堡影评人协会 | 2007年12月17日 | 最佳男配角                 | 哈维尔·巴登                                                                                    | 獲獎 | [ 35 ]        |
| 意大利电影金像奖        | 2008年4月18日  | 最佳外国片                 | 科恩兄弟                                                                                       | 獲獎 | [ 36 ]        |
| 美国导演工会奖          | 2008年1月26日  | 最佳长片导演               | 科恩兄弟                                                                                       | 獲獎 | [ 37 ]        |
| 澳大利亚影评人协会      | 2008年2月1日   | 最佳外国英语片             | 科恩兄弟                                                                                       | 獲獎 | [ 38 ]        |
| 佛罗里达影评人协会      | 2007年12月12日 | 最佳摄影                   | 罗杰·狄金斯                                                                                    | 獲獎 | [ 39 ]        |
| 佛罗里达影评人协会      | 2007年12月12日 | 最佳导演                   | 科恩兄弟                                                                                       | 獲獎 | [ 39 ]        |
| 佛罗里达影评人协会      | 2007年12月12日 | 最佳影片                   | 科恩兄弟                                                                                       | 獲獎 | [ 39 ]        |
| 佛罗里达影评人协会      | 2007年12月12日 | 最佳男配角                 | 哈维尔·巴登                                                                                    | 獲獎 | [ 39 ]        |
| 俄罗斯金鹰奖            | 2009年1月23日  | 最佳外语片                 | 《老无所依》                                                                                   | 提名 | [ 40 ]        |
| 金球獎                  | 2008年1月13日  | 最佳编剧                   | 科恩兄弟                                                                                       | 獲獎 | [ 41 ]        |
| 金球獎                  | 2008年1月13日  | 最佳男配角                 | 哈维尔·巴登                                                                                    | 獲獎 | [ 41 ]        |
| 金球獎                  | 2008年1月13日  | 最佳导演                   | 科恩兄弟                                                                                       | 提名 | [ 41 ]        |
| 金球獎                  | 2008年1月13日  | 最佳影片（正剧类）         | 《老无所依》                                                                                   | 提名 | [ 41 ]        |
| 金预告片奖              | 2008年5月8日   | 最佳剧情片                 | 《老无所依》                                                                                   | 獲獎 | [ 42 ]        |
| 金预告片奖              | 2008年5月8日   | 最佳惊悚片电视预告片       |                                                                                                | 獲獎 | [ 42 ]        |
| 金甲虫奖                | 2009年1月12日  | 最佳外国片                 | 《老无所依》                                                                                   | 提名 | [ 43 ]        |
| 日本電影學院獎          | 2009年2月20日  | 最佳外语片                 | 《老无所依》                                                                                   | 提名 | [ 44 ]        |
| 主要艺术奖              | 2008年6月13日  | 年度最佳宣传               | 《老无所依》                                                                                   | 獲獎 | [ 45 ]        |
| 伦敦影评人协会          | 2008年2月8日   | 年度英国女配角             | 凯莉·麦克唐纳                                                                                  | 獲獎 | [ 46 ]        |
| 伦敦影评人协会          | 2008年2月8日   | 年度电影                   | 科恩兄弟                                                                                       | 獲獎 | [ 46 ]        |
| 伦敦影评人协会          | 2008年2月8日   | 年度导演                   | 科恩兄弟                                                                                       | 提名 | [ 46 ]        |
| 伦敦影评人协会          | 2008年2月8日   | 年度编剧                   | 科恩兄弟                                                                                       | 提名 | [ 46 ]        |
| MTV電影大獎             | 2008年6月1日   | 最佳反派                   | 哈维尔·巴登                                                                                    | 提名 | [ 47 ]        |
| 电影音效剪辑工会        | 2008年2月23日  | 最佳长片对白、配音音效剪辑 | 斯基普·列夫赛、克莱格·伯奇、拜伦·威尔逊、肯顿·贾卡布                                           | 提名 | [ 48 ]        |
| 电影音效剪辑工会        | 2008年2月23日  | 最佳长片音效与拟音剪辑     | 斯基普·列夫赛、克莱格·伯奇、德里克·范德霍斯特、凯瑟琳·哈珀、克里斯托弗·莫里亚纳                | 提名 | [ 48 ]        |
| 國家評論協會            | 2007年12月5日  | 最佳群体演出               | 《老无所依》                                                                                   | 獲獎 | [ 49 ]        |
| 國家評論協會            | 2007年12月5日  | 最佳影片                   | 《老无所依》                                                                                   | 獲獎 | [ 49 ]        |
| 國家評論協會            | 2007年12月5日  | 最佳改编剧本               | 科恩兄弟                                                                                       | 獲獎 | [ 49 ]        |
| 紐約影評人協會          | 2008年1月6日   | 最佳导演                   | 科恩兄弟                                                                                       | 獲獎 | [ 50 ]        |
| 紐約影評人協會          | 2008年1月6日   | 最佳影片                   | 《老无所依》                                                                                   | 獲獎 | [ 50 ]        |
| 紐約影評人協會          | 2008年1月6日   | 最佳编剧                   | 科恩兄弟                                                                                       | 獲獎 | [ 50 ]        |
| 紐約影評人協會          | 2008年1月6日   | 最佳男配角                 | 哈维尔·巴登                                                                                    | 獲獎 | [ 50 ]        |
| 在线影评人协会          | 2008年1月8日   | 最佳摄影                   | 罗杰·狄金斯                                                                                    | 獲獎 | [ 51 ]        |
| 在线影评人协会          | 2008年1月8日   | 最佳导演                   | 科恩兄弟                                                                                       | 獲獎 | [ 51 ]        |
| 在线影评人协会          | 2008年1月8日   | 最佳剪辑                   | 科恩兄弟                                                                                       | 獲獎 | [ 51 ]        |
| 在线影评人协会          | 2008年1月8日   | 最佳影片                   | 《老无所依》                                                                                   | 獲獎 | [ 51 ]        |
| 在线影评人协会          | 2008年1月8日   | 最佳改编剧本               | 科恩兄弟                                                                                       | 獲獎 | [ 51 ]        |
| 在线影评人协会          | 2008年1月8日   | 最佳男配角                 | 哈维尔·巴登                                                                                    | 獲獎 | [ 51 ]        |
| 在线影评人协会          | 2008年1月8日   | 最佳女配角                 | 凯莉·麦克唐纳                                                                                  | 提名 | [ 51 ]        |
| 美國製片人協會          | 2008年2月8日   | 年度电影制片人             | 斯科特·鲁丁、科恩兄弟                                                                          | 獲獎 | [ 52 ]        |
| 聖地牙哥影評人協會      | 2007年12月17日 | 最佳摄影                   | 罗杰·狄金斯                                                                                    | 獲獎 | [ 53 ]        |
| 聖地牙哥影評人協會      | 2007年12月17日 | 最佳群体演出               | 《老无所依》                                                                                   | 獲獎 | [ 53 ]        |
| 聖地牙哥影評人協會      | 2007年12月17日 | 最佳影片                   | 《老无所依》                                                                                   | 獲獎 | [ 53 ]        |
| 聖地牙哥影評人協會      | 2007年12月17日 | 最佳男配角                 | 汤米·李·琼斯                                                                                   | 獲獎 | [ 53 ]        |
| 旧金山影评人协会        | 2007年12月10日 | 最佳导演                   | 科恩兄弟                                                                                       | 獲獎 | [ 54 ]        |
| 卫星奖                  | 2007年12月16日 | 最佳导演                   | 科恩兄弟                                                                                       | 獲獎 | [ 55 ]        |
| 卫星奖                  | 2007年12月16日 | 最佳剧情片                 | 《老无所依》                                                                                   | 獲獎 | [ 55 ]        |
| 卫星奖                  | 2007年12月16日 | 最佳剧情片男主角           | 喬許·布洛林                                                                                    | 提名 | [ 55 ]        |
| 卫星奖                  | 2007年12月16日 | 最佳男配角                 | 哈维尔·巴登                                                                                    | 提名 | [ 55 ]        |
| 卫星奖                  | 2007年12月16日 | 最佳剪辑                   | 科恩兄弟                                                                                       | 提名 | [ 55 ]        |
| 卫星奖                  | 2007年12月16日 | 最佳改编剧本               | 科恩兄弟                                                                                       | 提名 | [ 55 ]        |
| 美國演員工會獎          | 2008年1月27日  | 最佳电影群体演出           | 哈维尔·巴登、乔什·布洛林、加瑞特·迪拉胡特、泰丝·哈珀、伍迪·哈里森、汤米·李·琼斯、凯莉·麦克唐纳 | 獲獎 | [ 56 ]        |
| 美國演員工會獎          | 2008年1月27日  | 最佳男配角                 | 哈维尔·巴登                                                                                    | 獲獎 | [ 56 ]        |
| 美國演員工會獎          | 2008年1月27日  | 最佳男配角                 | 汤米·李·琼斯                                                                                   | 提名 | [ 56 ]        |
| 圣路易斯影评人协会      | 2007年12月24日 | 最佳摄影                   | 罗杰·狄金斯                                                                                    | 提名 | [ 57 ]        |
| 圣路易斯影评人协会      | 2007年12月24日 | 最佳导演                   | 科恩兄弟                                                                                       | 獲獎 | [ 57 ]        |
| 圣路易斯影评人协会      | 2007年12月24日 | 最佳影片                   | 《老无所依》                                                                                   | 獲獎 | [ 57 ]        |
| 圣路易斯影评人协会      | 2007年12月24日 | 最佳编剧                   | 科恩兄弟                                                                                       | 提名 | [ 57 ]        |
| 圣路易斯影评人协会      | 2007年12月24日 | 最佳男配角                 | 哈维尔·巴登                                                                                    | 提名 | [ 57 ]        |
| 圣路易斯影评人协会      | 2007年12月24日 | 最佳男配角                 | 乔什·布洛林                                                                                    | 提名 | [ 57 ]        |
| 圣路易斯影评人协会      | 2007年12月24日 | 最佳男配角                 | 汤米·李·琼斯                                                                                   | 提名 | [ 57 ]        |
| 多伦多影评人协会        | 2007年12月18日 | 最佳导演                   | 科恩兄弟                                                                                       | 獲獎 | [ 58 ]        |
| 多伦多影评人协会        | 2007年12月18日 | 最佳影片                   | 《老无所依》                                                                                   | 獲獎 | [ 58 ]        |
| 多伦多影评人协会        | 2007年12月18日 | 最佳编剧                   | 科恩兄弟                                                                                       | 獲獎 | [ 58 ]        |
| 多伦多影评人协会        | 2007年12月18日 | 最佳女配角                 | 哈维尔·巴登                                                                                    | 獲獎 | [ 58 ]        |
| 温哥华影评人协会        | 2008年2月11日  | 最佳导演                   | 科恩兄弟                                                                                       | 獲獎 | [ 59 ]        |
| 温哥华影评人协会        | 2008年2月11日  | 最佳影片                   | 《老无所依》                                                                                   | 獲獎 | [ 59 ]        |
| 温哥华影评人协会        | 2008年2月11日  | 最佳男配角                 | 哈维尔·巴登                                                                                    | 獲獎 | [ 59 ]        |
| 华盛顿特区影评人协会    | 2007年12月10日 | 最佳群体演出               | 《老无所依》                                                                                   | 獲獎 | [ 60 ]        |
| 华盛顿特区影评人协会    | 2007年12月10日 | 最佳导演                   | 科恩兄弟                                                                                       | 獲獎 | [ 60 ]        |
| 华盛顿特区影评人协会    | 2007年12月10日 | 最佳影片                   | 《老无所依》                                                                                   | 獲獎 | [ 60 ]        |
| 华盛顿特区影评人协会    | 2007年12月10日 | 最佳男配角                 | 哈维尔·巴登                                                                                    | 獲獎 | [ 60 ]        |
| 美国编剧工会奖          | 2008年2月9日   | 最佳改编剧本               | 科恩兄弟                                                                                       | 獲獎 | [ 61 ]        |